# Le Chamossaire
Le Chamossaire est une montagne des Préalpes vaudoises surplombant Villars-sur-Ollon dans le canton de Vaud. Partie intégrante du domaine skiable Villars-Gryon, son sommet culmine à 2 112 mètres,.

## Toponymie
Le nom « Chamossaire » signifie « montagne des chamois ».

## Géographie

### Situation

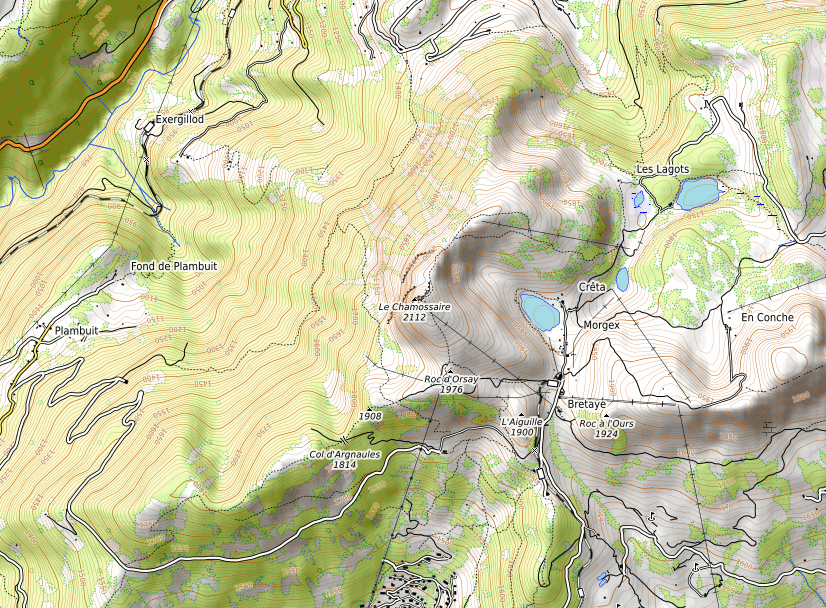
Carte topographique.

Le Chamossaire se trouve sur le territoire de la commune d'Ollon, dans le district d'Aigle (Vaud). Il domine la vallée des Ormonts.
Le panorama disponible depuis le Chamossaire lui a valu le surnom de « Rigi vaudois ». Il offre une vue sur les dents du Midi, le massif du Mont-Blanc, les Alpes vaudoises, le Weisshorn au travers du pas de Cheville (en), le massif des Diablerets et la chaîne de la Jungfrau.

### Topographie
Le Chamossaire culmine à 2 112 m. À son sommet, il se présente comme une longue pente de pâturages qui se prolonge jusqu'au col de Bretaye, à 1 805 m d'altitude,.

### Géologie
La partie supérieure du Chamossaire est une plaque morcelée de calcaire jurassique inférieur à la texture souvent spathique. Celle-ci repose sur du schiste liasique, qui lui-même se trouve sur une couche de flysch qui représente le soubassement ouest, nord et est du Chamossaire.